# Simon Rolfes
Simon Rolfes (Ibbenbüren, Alemania, 21 de enero de 1982) es un exfutbolista alemán que jugaba de centrocampista y su último equipo fue el Bayer Leverkusen donde también ejerció como capitán.

## Biografía
Simon Rolfes empezó su carrera futbolística en las categorías inferiores del Werder Bremen. En 2002 se marchó en calidad de cedido al SSV Reutlingen, donde pasó un año ganando experiencia como futbolista participando en 13 partidos. 
En la temporada siguiente regresó al Werder Bremen, donde consiguió debutar en el primer equipo, aunque solo disputó un partido como profesional. En esa temporada su club se proclamó campeón de Liga y Copa.
Al año siguiente recaló en el Alemannia Aachen. Aunque el equipo jugó en la 2. Bundesliga, Rolfes debutó en la Copa de la UEFA, ya que el club en la temporada anterior consiguió ganarse un puesto en esa competición al quedar subcampeón de la Copa de Alemania.
En 2005 fichó por el Bayer Leverkusen, equipo en el cual se retiró. Marcó su primer gol en liga el 1 de septiembre de 2005 en un partido contra el 1. FC Colonia. En la temporada 2007-08 fue el único jugador de su equipo en participar en todos los partidos de liga.
En diciembre de 2014 anunció su retirada al término de la temporada.

## Selección nacional
Fue internacional con la selección de fútbol de Alemania en 26 ocasiones. Su debut como internacional se produjo el 28 de marzo de 2007 en un partido amistoso contra Dinamarca.
Fue convocado por su selección para participar en la Eurocopa de Austria y Suiza de 2008. Disputó dos encuentros en esta competición, el de cuartos de final contra Portugal y el de semifinales contra Turquía.

### Participaciones en Eurocopas
| Copa          | Sede            | Resultado  | Partidos | Goles |
| ------------- | --------------- | ---------- | -------- | ----- |
| Eurocopa 2008 | Austria y Suiza | Subcampeón | 2        | 0     |

## Clubes
| Club                    | País     | Año       |
| ----------------------- | -------- | --------- |
| Werder Bremen II        | Alemania | 2000-2001 |
| Werder Bremen           | Alemania | 2001-2004 |
| SSV Reutlingen (cedido) | Alemania | 2003      |
| Alemannia Aachen        | Alemania | 2004-2005 |
| Bayer Leverkusen        | Alemania | 2005-2015 |

## Palmarés

### Títulos nacionales
| Título           | Club          | País     | Año  |
| ---------------- | ------------- | -------- | ---- |
| Bundesliga       | Werder Bremen | Alemania | 2004 |
| Copa de Alemania | Werder Bremen | Alemania | 2004 |